# Uticaji litijum-jonskih baterija na životnu sredinu
Litijumske baterije su baterije koje koriste litijum kao anodu. Ovaj tip baterije se takođe naziva litijum-jonska baterija i najčešće se koristi za električna vozila i elektroniku. Prvi tip litijumske baterije kreirao je britanski hemičar M. Stenli Vitingam početkom 1970-ih i koristio je titanijum i litijum kao elektrode. Primene za ovu bateriju bile su ograničene visokim cenama titanijuma i neprijatnim mirisom koji je reakcija proizvodila. Današnja litijum-jonska baterija, napravljena po uzoru na Vitingamov pokušaj Akire Jošina, prvobitno je razvijena 1985. godine.
Dok se litijum-jonske baterije mogu koristiti kao deo održivog rešenja, prelaz svih uređaja na fosilna goriva na baterije na bazi litijuma verovatno nije najbolja opcija na Zemlji. Oskudice još nema, ali je to prirodni resurs koji se može iscrpeti. Prema istraživačima iz Folksvagena, ostalo je oko 14 miliona tona litijuma, što odgovara 165 umnožaka obima proizvodnje iz 2018. godine.

## Ekstrakcija
Litijum se ekstrahuje u komercijalnim razmerama iz tri glavna izvora: slaništa, gline bogate litijumom i naslaga tvrdih stena. Svaka metoda izaziva određene neizbežne poremećaje životne sredine. Lokacije za ekstrakciju iz slaništa su daleko najpopularnije operacije za vađenje litijuma. One su odgovorne za oko 66% svetske proizvodnje litijuma. Najveća ekološka korist ekstrakcije slane vode u poređenju sa drugim metodama ekstrakcije je što je potrebno veoma malo mašina koje treba koristiti tokom operacije. S druge strane naslage tvrdih stena i gline bogate litijumom zahtevaju relativno tipične metode rudarenja, koje uključuju teške mašine. Uprkos ovoj prednosti, sve metode se kontinuirano koriste, jer sve postižu relativno slične procente oporavka. Ekstrakcija iz slaništa postiže 97% procenta obnavljanja, dok naslage tvrdih stena postižu procenat obnavljanja od 94%.